# Lac des Mille Lacs
Der  Lac des Mille Lacs (französisch für „See der tausend Seen“) ist ein See im Thunder Bay District im Südwesten der kanadischen Provinz Ontario.

## Lage
Der 40 km lange See liegt südlich von Upsala. Der See ist stark gegliedert und verfügt über zahlreiche Buchten. Er hat eine Gesamtfläche von 245,1 km². Die maximale Tiefe beträgt 25 m. Der Ontario Highway 17 führt am Nordufer des Sees vorbei. Der Abfluss des Sees wird am Lac des Mille Lacs Dam reguliert. Der Seine River entwässert den See in westlicher Richtung. 

## Seefauna
Im See werden folgende Fischarten gefangen: Glasaugenbarsch, Kanadischer Zander, Forellenbarsch, Schwarzbarsch, Hecht, Amerikanischer Flussbarsch und Heringsmaräne.